# Sioux Falls Skyforce 2006-2007
La stagione 2006-07 dei Sioux Falls Skyforce fu la 1ª nella NBA D-League per la franchigia.
I Sioux Falls Skyforce arrivarono secondi nella Eastern Division con un record di 30-20. Nei play-off vinsero il primo turno con i Fort Worth Flyers (1-0), perdendo poi in semifinale con i Dakota Wizards (1-0).

## Roster
| N° | Naz.                   | Ruolo | Sportivo          | Anno | Alt. | Peso |
| -- | ---------------------- | ----- | ----------------- | ---- | ---- | ---- |
| 4  | Stati Uniti (bandiera) | A     | Andre Brown       | 1981 | 206  | 111  |
| 7  | Stati Uniti (bandiera) | G     | DeSean Hadley     | 1977 | 191  | 86   |
| 9  | Stati Uniti (bandiera) | G     | Chris Rodgers     | 1984 | 193  | 93   |
| 24 | Stati Uniti (bandiera) | A     | Luke Whitehead    | 1981 | 198  | 100  |
| 25 | Stati Uniti (bandiera) | C     | Jared Reiner      | 1982 | 211  | 116  |
| 29 | Stati Uniti (bandiera) | A     | Joe Dabbert       | 1981 | 208  | 116  |
| 30 | Stati Uniti (bandiera) | G     | Frank Williams    | 1980 | 191  | 96   |
| 32 | Stati Uniti (bandiera) | A     | Joseph Works      | 1983 | 201  | 100  |
| 34 | Stati Uniti (bandiera) | A     | Antywane Robinson | 1984 | 203  | 95   |
| 91 | Nigeria (bandiera)     | G     | Jeff Varem        | 1983 | 198  | 109  |
|    | Stati Uniti (bandiera) | G     | Stephen Graham    | 1982 | 198  | 98   |
|    | Stati Uniti (bandiera) | A     | Amir Johnson      | 1987 | 206  | 95   |
|    | Stati Uniti (bandiera) | A     | Damone Brown      | 1979 | 206  | 91   |
|    | Stati Uniti (bandiera) | GA    | Vincent Grier     | 1983 | 196  | 91   |
|    | Stati Uniti (bandiera) | G     | Elton Nesbitt     | 1980 | 175  | 75   |
|    | Stati Uniti (bandiera) | G     | Robert Hite       | 1984 | 188  | 83   |
|    | Giamaica (bandiera)    | G     | Corey Williams    | 1977 | 191  | 86   |
|    | Stati Uniti (bandiera) | AC    | Eddy Fobbs        | 1980 | 211  | 109  |
|    | Stati Uniti (bandiera) | G     | Will Blalock      | 1983 | 183  | 93   |
|    | Stati Uniti (bandiera) | A     | Antonio Meeking   | 1981 | 203  | 111  |
|    | Stati Uniti (bandiera) | C     | Nigel Dixon       | 1980 | 211  | 145  |
|    | Stati Uniti (bandiera) | C     | Chad Bell         | 1982 | 213  | 122  |

## Staff tecnico
- Allenatore: Morris McHone
- Vice-allenatore: Nate Tibbetts
- Preparatore atletico: Dustin Schramm